# ويكيبيديا البوجيائية
ويكيبيديا البوجيائية هي النسخة البوغيائية من موسوعة ويكيبيديا.